# Chūichi Nagumo
Chūichi Nagumo (南雲 忠 Nagumo Chūichi?, n. 25 martie 1887 – d. 6 iulie 1944) a fost unul amiral al Marinei Imperiale Japoneze în timpul celui de-al Doilea Război Mondial și unul din comandanții Kido Butai (grup operativ de portavioane). 
Chūichi Nagumo a comis sinucidere în timpul Bătăliei de la Saipan

## Al Doilea Război Mondial
La 10 aprilie 1941, Nagumo a fost numit comandant suprem al Primei Flote Aeriene, principala forță aeriană cu baza pe portavioane a Marinei Imperiale Japoneze, în mare parte datorită vechimii sale. Mulți contemporani și istorici s-au îndoit de competența sa pentru această comandă, având în vedere faptul că nu era familiarizat cu aviația navală.
Cu toate acestea, în ciuda lipsei sale de experiență, el a fost un puternic susținător a combinării marinei și aviației. Cu toate acestea, el a fost împotriva planului  amiralului Isoroku Yamamoto de a ataca Marina SUA la Pearl Harbor. În timp ce comanda Prima Flotă Aeriană, Nagumo a supravegheat efectiv atacul asupra complexului de la Pearl Harbor, dar mai târziu a fost criticat pentru că nu a lansat un al treilea atac, care ar fi distrus depozitele de combustibil și facilitățile pentru reparații, care ar fi făcut inutilizabilă ca cea mai importantă bază navală americană din Pacific, baza de submarine și stația de servicii secrete, care au fost principalii factori în înfrângerea Japoniei. 

## Funcții de comandă notabile deținute
- comandant al cuirasatului Aki,
- comandant al distrugătorului Hatsuyuki,
- comandant al cuirasatului Kirishima,
- comandant al cuirasatului Sugi,
- comandant al distrugătorului Kisaragi,
- comandant al distrugătorului Momi,
- comandant al crucișătorului Naka,
- comandant al crucișătorului Takao,
- comandant al cuirasatului Yamashiro,
- comandant al Diviziei 11 de Distrugătoare
- comandant al Diviziei 8 de Crucișătoare
- comandant al Diviziei 3 de Crucișătoare
- Comandant în Kido Butai
- comandant al Diviziei 1 de Portavioane
- comandant al Primei Flote Aeriene
- comandant al Flotei a 3-a al MIJ
- comandant al Districtului Naval Sasebo
- comandant al Districtului Naval Kure
- comandant al Primei Flote,
- comandant al Flotei din Pacificul Central etc.

## Date ale promovării în rang
| Însemn grad în MIJ | Denumire grad                                 | Data promovării în grad |
| ------------------ | --------------------------------------------- | ----------------------- |
|                    | 海軍少尉候補生 Kaigun Șo-i Kohosei (Aspirant) | 21 noiembrie 1908       |
|                    | 海軍少尉 Kaigun Șo-i (Locotenent)             | 15 ianuarie 1910        |
|                    | 海軍中尉 Kaigun Șu-i (Locotenent-major)       | 1 decembrie 1911        |
|                    | 海軍大尉 Kaigun Tai-i (Căpitan)               | 1 decembrie 1914        |
|                    | 海軍少佐 Kaigun Șo-sa (Locotenent comandor)   | 1 decembrie 1920        |
|                    | 海軍中佐 Kaigun Șu-sa (Căpitan comandor)      | 1 decembrie 1924        |
|                    | 海軍大佐 Kaigun Tai-sa (Comandor)             | 30 noiembrie 1929       |
|                    | 海軍少将 Kaigun Șo-șo (Contraamiral)          | 15 noiembrie 1935       |
|                    | 海軍中将 Kaigun Șu-șo (Viceamiral)            | 15 noiembrie 1939       |
|                    | 海軍大将 Kaigun Tai-șo (Amiral)               | 8 iulie 1944 (postum)   |

## Literatură
- en  D'Albas, Andrieu (1965). Death of a Navy: Japanese Naval Action in World War II. Devin-Adair Pub. ISBN 0-8159-5302-X.
- en  Dull, Paul S. (1978). A Battle History of the Imperial Japanese Navy, 1941-1945. Naval Institute Press. ISBN 0-87021-097-1.
- en  Denfeld, D. Colt (1997). Hold the Marianas: The Japanese Defense of the Mariana Islands. White Mane Pub. ISBN 1-57249-014-4.
- en  Evans, David (1979). Kaigun: Strategy, Tactics, and Technology in the Imperial Japanese Navy, 1887-1941. US Naval Institute Press. ISBN 0-87021-192-7.
- en  Goldberg, Harold J. (2007). D-day in the Pacific: The Battle of Saipan. Indiana University Press. ISBN 0-253-34869-2.
- en  Jones, Don (1986). Oba, The Last Samurai. Presidio Press. ISBN 0-89141-245-X.
- en  Morison, Samuel Eliot (2001). New Guinea and the Marianas, March 1944-August 1944, vol. 8 of History of United States Naval Operations in World War II (reissue ed.). Champaign, Illinois, USA: University of Illinois Press. ISBN 0-252-07038-0.